# Février 1892

## Événements
- Au Carnaval de Paris, un employé du bureau de poste 47 a l'idée de lancer sur les gens, dans la fête, des fins de bobines de signaux morse en papier. Le serpentin est né.

- 7 février : la plus basse température jamais enregistrée sur Terre (hors Antarctique) l'est à Verkhoïansk, en Sibérie : −67,8 °C.

- 8 février (Tunisie) : par décret, la France fait réviser les droits du bey de Tunis sur les « terres mortes ». La France annexe au domaine de l’État les terres vendues au XVIe siècle à la famille Siala. Ces terres sont redistribuées aux colons, tout comme les terres de Makhnassi.
  - Ces mesures sont toutefois insuffisantes car ces terres sont en général de mauvaise qualité. En accord avec les autorités tunisiennes, les Français obtiennent alors la location à long terme des habous publics et privés (biens religieux), en principe inaliénables.
  - L’acquisition de nouvelles terres par les colons en Tunisie fait progresser de façon spectaculaire la production de céréales, des vignobles et des oliveraies.

- 15 février (Japon) : les deuxièmes élections à la Diète sont marquées par une campagne électorale particulièrement sanglante. Le ministre de l’intérieur ayant ordonné à la police de soutenir les candidats gouvernementaux, les heurts avec l’opposition se soldent par la mort de 25 personnes.

- 20 février : encyclique Inter innumeras sollicitudines (Au milieu des sollicitudes) du pape Léon XIII, qui recommande le ralliement des catholiques français à la République.

- 25 février : découverte de l'astéroïde (324) Bamberga par Johann Palisa

- 27 février, France : gouvernement Émile Loubet.

## Naissances
- 8 février : Hjalmar Waage, rédacteur en chef et écrivain norvégien.
- 13 février : Camille Loiseau, centenaire française († 12 août 2006).